# René Rodríguez (piłkarz)
René Osmar Rodriguez Echeverria (ur. 13 stycznia 2002) – paragwajski piłkarz występujący na pozycji prawego lub środkowego obrońcy, od 2023 roku zawodnik 2 de Mayo.